# Dynasty Tour 2008
Dynasty Tour 2008 var en gemensam konsertturné med de tre finländska grupperna The Rasmus, Von Hertzen Brothers och Mariko.
Turnén innefattade sammanlagt sju städer i Finland, med start den 3 oktober 2008 i Seinäjoki och avslutande den 12 oktober i Helsingfors. Dock blev en spelning i Joensuu inställd. Hela turnén anordnades i samarbete med finska The Voice. Namnet "Dynasty" kommer från skivbolaget med samma namn - både Von Hertzen Brothers och Mariko är skrivna till skivbolaget medan skivbolaget delvis ägs av Lauri Ylönen och Pauli Rantasalmi från The Rasmus.

## Turnéplan
| Datum            | Titel                                                 | Stad        | Land    |
| ---------------- | ----------------------------------------------------- | ----------- | ------- |
| 3 oktober 2008   | Rytmikorjaamo                                         | Seinäjoki   | Finland |
| 4 oktober 2008   | Teatria                                               | Uleåborg    | Finland |
| 5 oktober 2008   | Pakkahuone                                            | Tammerfors  | Finland |
| 9 oktober 2008   | Paviljonki                                            | Jyväskylä   | Finland |
| 10 oktober 2008  | Sirkus                                                | Tavastehus  | Finland |
| 11 oktober 2008  | Caribia                                               | Åbo         | Finland |
| 12 oktober 2008  | Kulturhuset                                           | Helsingfors | Finland |
| Inställda shower |                                                       |             |         |
| 8 oktober 2008   | Areena (Inställd på grund av viktigt marknadsföring.) | Joensuu     | Finland |

## Artister
- The Rasmus
- Von Hertzen Brothers
- Mariko (Kwan)